# Pointe du Raz

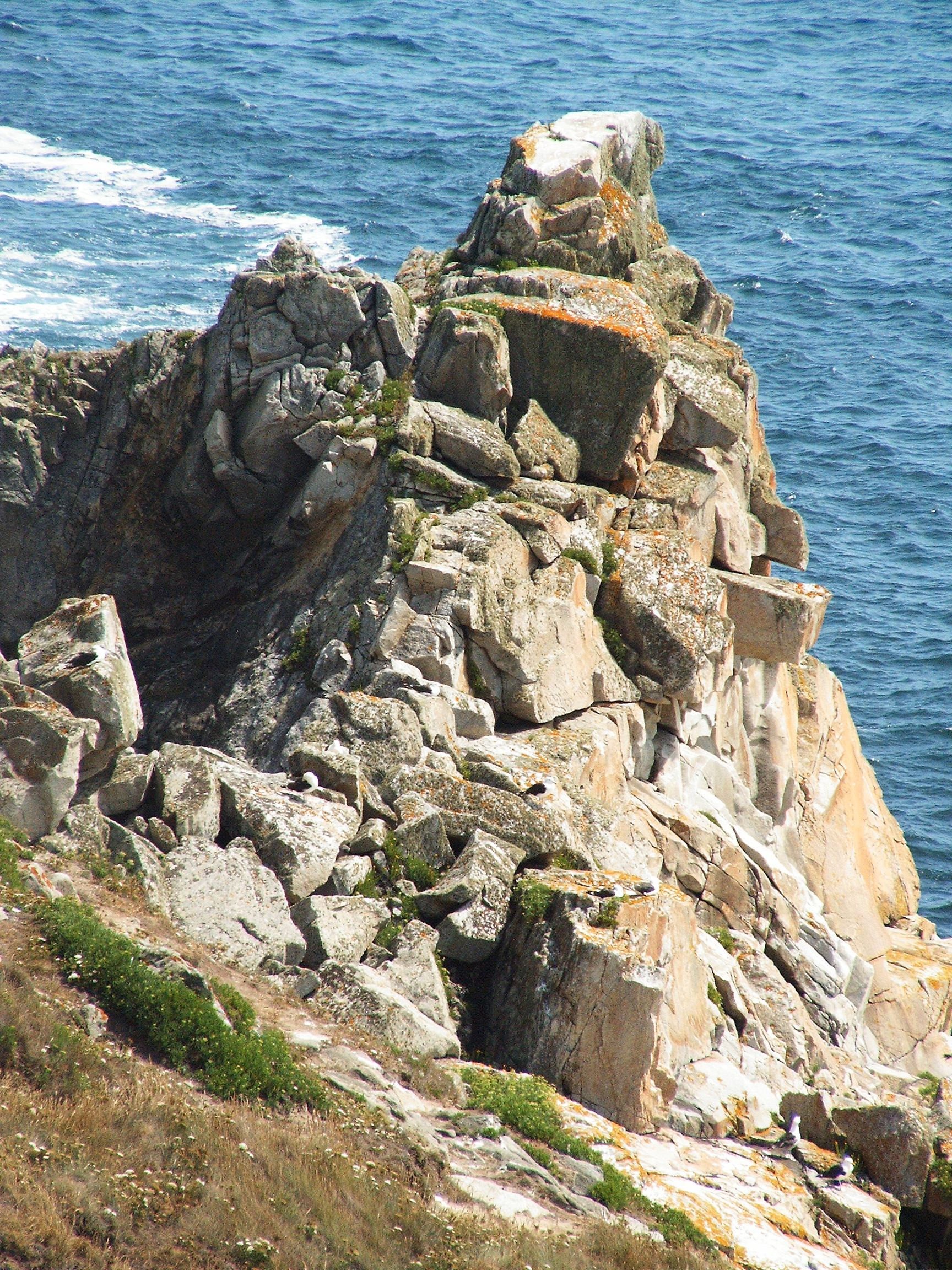
Die Pointe du Raz

Die Pointe du Raz (bretonisch Beg ar Raz) ist ein felsiges Kap, das den Abschluss des Cap Sizun bildet und sich im Westen der Gemeinde Plogoff im Département Finistère in der Bretagne befindet. Die schroffe Klippe, die mit einer Höhendifferenz von 72 Metern ins Meer hinausragt, ist eine der charakteristischsten pointes der bretonischen Küste. Sie ist ein touristischer Anziehungspunkt von großer internationaler Bekanntheit. Die allzu starke Frequentierung durch Touristen hat strenge Umweltschutzmaßnahmen erfordert, um den hauptsächlich aus Heide bestehenden Bewuchs wiederherzustellen.
Diese Maßnahmen wurden 1996–2000 im Rahmen eines durch den Staat und einige Unternehmen finanzierten Programms vollendet, um den Ort zu einem Grand site de France zu machen.
Acht Kilometer westlich befindet sich die Île de Sein, die durch eine von gewaltigen Strömungen durchquerte Meerenge, die Raz de Sein, von der Pointe du Raz getrennt ist (das Wort raz bezeichnet im Bretonischen eine besonders heftige Meeresströmung). Zwei heute unbewohnte Leuchttürme befinden sich auf zwei Inselchen: der Phare de la Vieille und der Phare de Tévennec. Eine Statue der Mutter Gottes der Schiffbrüchigen und das Sémaphore de la Pointe du Raz befinden sich am Ende des Plateaus. Dem Kap unmittelbar vorgelagert ist die felsige Insel Gorle Greiz.
Zahlreiche Legenden ranken sich um die Gegend der Pointe du Raz. Die Hölle von Plogoff, ein Stollen, der durch das Meer in das Kap gegraben worden ist, soll der Ort sein, an den die Ertrunkenen zurückgebracht werden, deren Stöhnen man vernehmen kann.
Ein Touristenzentrum und ein Parkplatz wurden in einiger Distanz bei Bestrée gebaut und sind mit der Pointe durch einen Shuttlebus verbunden.
Der europäische Fernwanderweg E5 verbindet die Pointe du Raz über 3050 km mit Venedig. Der GR 34, der an allen bretonischen Küsten vom Mont-Saint-Michel bis nach Lorient entlangführt, kommt ebenfalls an der Pointe vorbei. Etwas landeinwärts vom Kap befindet sich das Keltische Kreuz am Pointe du Raz.

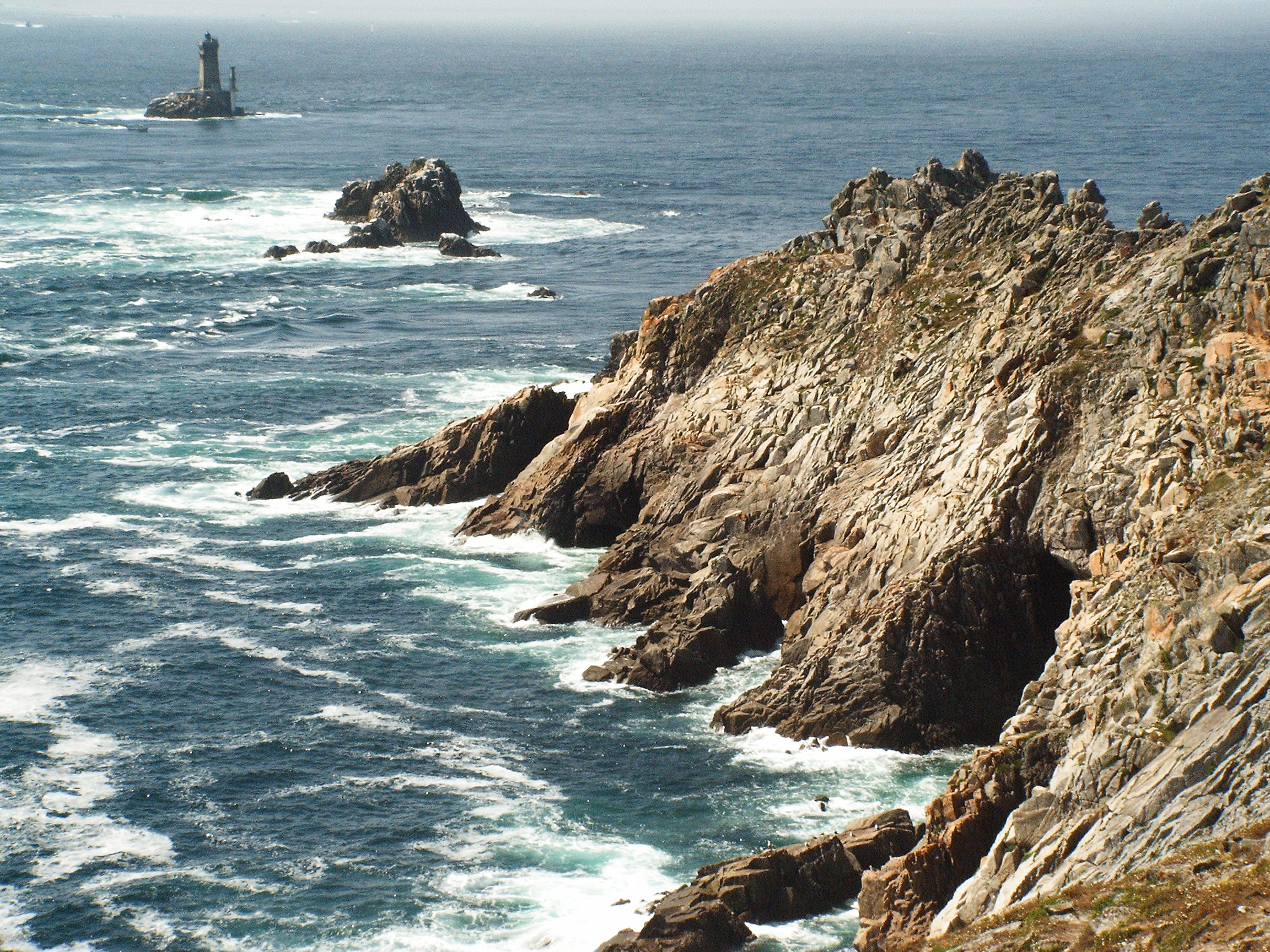
Pointe du Raz – Blick auf vorgelagerte Inseln und Leuchtturm
Brandung an der Pointe du Raz
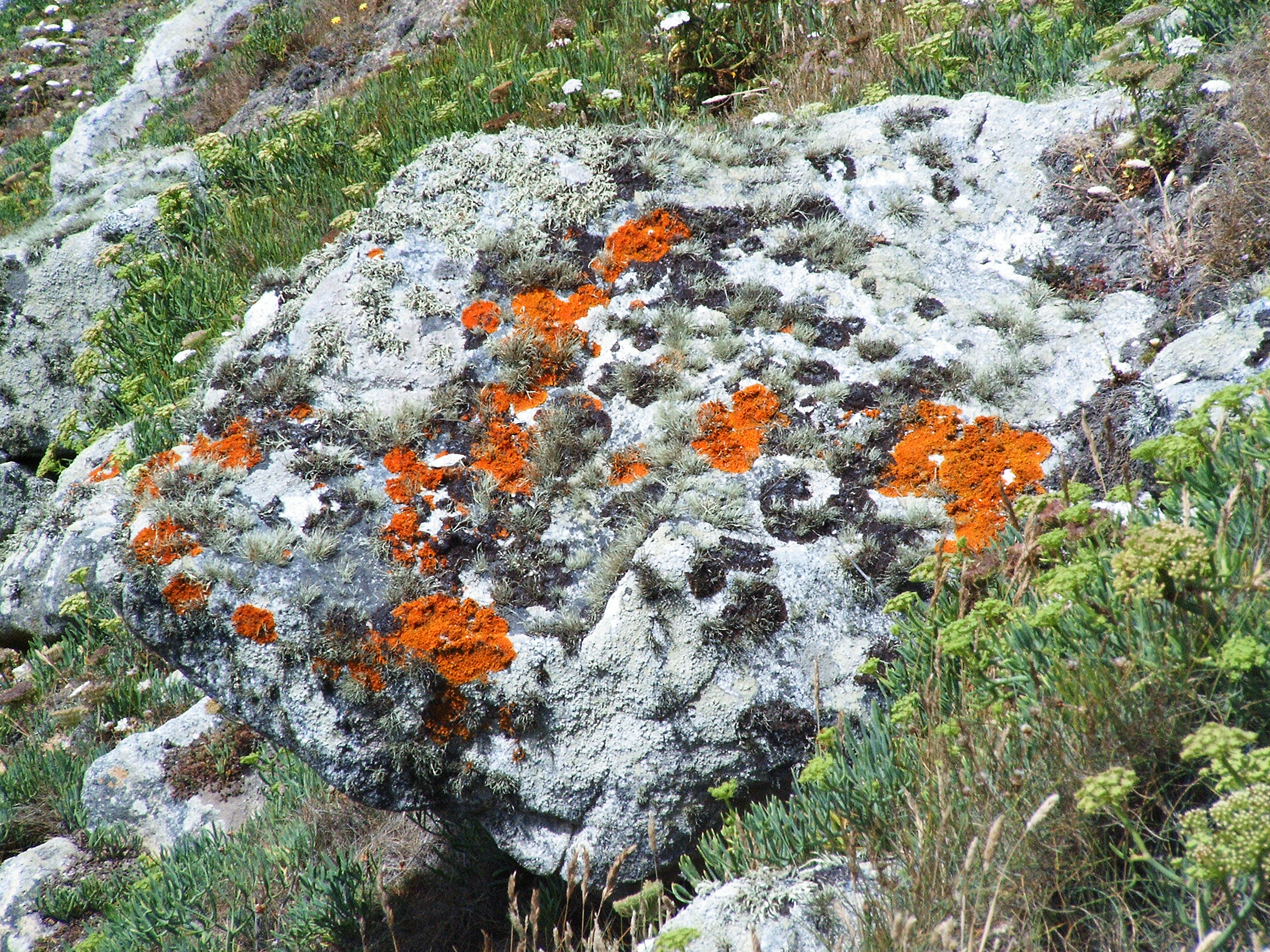

## Namensherkunft
Der Begriff raz bezeichnet im Bretonischen eine schnelle Meeresströmung. Er ist ursprünglich ein Wikingerwort, das bei der Invasion in der Normandie nach Frankreich gekommen ist. Er hat denselben Ursprung wie das deutsche Wort rasen.